# Даян Уийст
Даян Уийст (на английски: Dianne Wiest) е американска филмова, театрална и телевизионна актриса, родена през 1948 година. 
Името ѝ добива популярност сред широката публика след старта на сътрудничеството ѝ с американския режисьор и сценарист Уди Алън в средата на 80-те години на XX век. В периода 1985 – 1995 година тя участва в 5 негови филма, което ѝ донася две награди „Оскар“ в категорията най-добра поддържаща актриса за филмите Хана и нейните сестри (1986) и Куршуми над Бродуей (1994).

## Биография

### Ранни години
Даян Уийст е родена на 28 март 1948 година в Канзас Сити, щат Мисури. Майка ѝ Ани Стюарт, по професия медицинска сестра, е родена в градчето Auchtermuchty, Шотландия. Баща ѝ Бърнард Джон Уийст е декан на колеж, бивш психиатър – социален работник за американската армия. Даян има двама братя – Грег и Дон Уийст. Първоначалните ѝ амбиции са да преследва кариера на балерина но в крайна сметка страстта към актьорството надделява. Даян посещава „Университета на Мериленд“, където се дипломира през 1969 година.

### Театър
Още като студентка Даян Уийст се присъединява към турнето на една шекспирова трупа. Малко по-късно за театъра Long Wharf Theatre в Ню Хейвън тя изпълнява главната роля в пиесата на Хенрик Ибсен – „Хеда Габлер“. Дебютът си на Бродуей прави през 1971 година в пиесата на Робърт Андерсън – Solitaire/Double Solitaire. Веднага след това Уийст постъпва на работа за четиригодишен период в трупата на „Арена Стейдж“ във Вашингтон, с която осъществява турне в тогавашния Съветски съюз. В началото на 80-те Даян се завръща на Бродуей за участие в пиесите Франкенщайн (1981), Beyond Therapy (1982) и Отело (1982), където блести в ролята на Дездемона.

### Личен живот
През 80-те години Даян Уийст има дълготрайна връзка с нюйоркския агент на таланти Сам Кон. Актрисата има две осиновени дъщери – Емили (родена 1987 година) и Лили (родена 1991 година).

## Избрана филмография
| Година | Филм                     | Оригинално заглавие      | Роля               | Режисьор           |
| ------ | ------------------------ | ------------------------ | ------------------ | ------------------ |
| 1984   | Да се влюбиш             | Falling in Love          | Изабел             | Улу Гросбард       |
| 1985   | Пурпурната роза от Кайро | The Purple Rose of Cairo | Ема                | Уди Алън           |
| 1986   | Хана и нейните сестри    | Hannah and Her Sisters   | Холи               | Уди Алън           |
| 1987   | Радио дни                | Radio Days               | Беа                | Уди Алън           |
| 1987   | Септември                | September                | Стефани            | Уди Алън           |
| 1989   | Бащинство                | Parenthood               | Хелън Бъкман       | Рон Хауърд         |
| 1990   | Едуард Ножиците          | Edward Scissorhands      | Пег Ботс           | Тим Бъртън         |
| 1994   | Куршуми над Бродуей      | Bullets Over Broadway    | Хелън Синклер      | Уди Алън           |
| 1996   | Клетка за птици          | The Birdcage             | Лоуиз Кийли        | Майк Никълс        |
| 1998   | Приложна магия           | Practical Magic          | леля Бриджит Оуенс | Грифин Дън         |
| 2010   | Заешка дупка             | Rabbit Hole              | Нат                | Джон Камерън Мичъл |